# پارینه‌دد
پارینه‌دد (نام علمی: Palaeotherium) نام یک سرده از تیره پارینه‌ددان است.